# Gerhard Menzel (Schriftsteller)

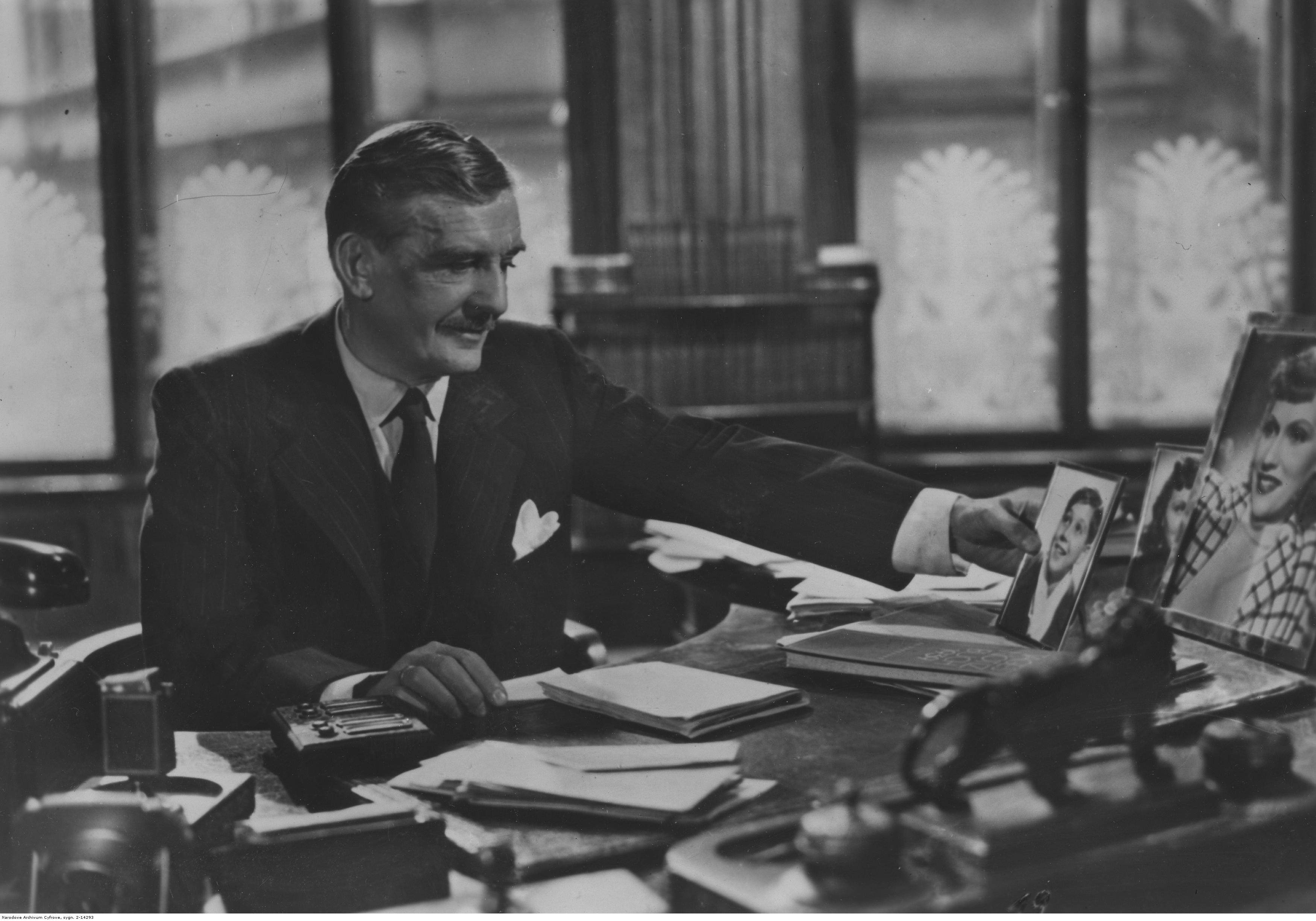
Gerhard Menzel

Gerhard Menzel (* 29. September 1894 in Waldenburg; † 4. Mai 1966 in Comano) war ein nationalsozialistischer deutscher Schriftsteller und Drehbuchautor.

## Leben
Menzels Vater war der Kaufmann und Kinobesitzer Paul Menzel, seine Mutter dessen Ehefrau Emma geb. Luscher. Nach dem Abitur absolvierte er eine Banklehre und begann ein Musikstudium. 1916 bis 1918 diente er als Frontsoldat.
Nach dem Krieg arbeitete er zunächst als Bankkaufmann. 1922 bis 1925 beteiligte er sich an einem Juweliergeschäft in Waldenburg. 1925 erwarb er ein Kino in Gottesberg, wo er die dort aufgeführten Stummfilme auch musikalisch auf einem Harmonium untermalte.
Gleichzeitig versuchte er sich als Schriftsteller. 1927 erhielt er für sein Kriegsdrama Toboggan überraschend den Kleist-Preis. Seitdem lebte Menzel als freier Schriftsteller in Berlin. Er verfasste mehrere Schauspiele, die auch an renommierten Bühnen aufgeführt wurden. 
Im Oktober 1933 gehörte er zu den 88 Schriftstellern, die das Gelöbnis treuester Gefolgschaft für Adolf Hitler unterzeichnet hatten.
Größere Bedeutung erlangte Gerhard Menzel jedoch als Drehbuchautor. Mit seinem Erstling Morgenrot (dessen Drehbuch auf dem Kriegstagebuch U 202 des U-Bootkommandanten im Ersten Weltkrieg und Schriftstellers Edgar von Spiegel basierte) heroisierte er den deutschen U-Boot-Krieg. Menzel, der seit 1939 in Wien lebte, lieferte unter anderem das Drehbuch zur Literaturverfilmung Der Postmeister nach Puschkins gleichnamigen Novelle und zu dem berüchtigten Propagandafilm Heimkehr. Meist arbeitete er mit Regisseur Gustav Ucicky zusammen, einmal führte er auch selbst Regie. Menzels Werke waren breit angelegte Leidensgeschichten mit dem impliziten Ruf nach einem Retter.
In der Deutschen Demokratischen Republik wurde Menzels Werk Die Fahrt der Jangtiku 1953 auf die Liste der auszusondernden Literatur gesetzt. In der Bundesrepublik setzte er seine Karriere fort und schrieb unter anderem zusammen mit Georg Marischka das Drehbuch zu Die Sünderin mit Hildegard Knef, jenem Film, der wegen positiver Darstellung eines Selbstmordes heftige Diskussionen auslöste. Erzählt wird die Geschichte einer jungen Frau, die sich gemeinsam mit ihrem todkranken Geliebten das Leben nimmt. 
Gerhard Menzel war in erster Ehe ab 1921 mit Marthe Florimant Servais verheiratet, danach mit Lieselotte Ammann.

## Werke
- 1928: Fern-Ost (Schauspiel)
- 1928: Toboggan (Drama)
- 1931: Bork (Schauspiel)
- 1932: Wieviel Liebe braucht der Mensch?
- 1933: Flüchtlinge. Erlebnis der Heimat in fernen Ländern (Roman)
- 1933: Was werden wir dann tun? (Zwei Novellen)
- 1933: Liebhabertheater (Komödie in drei Akten)
- 1936: Appassionata (Schauspiel in drei Akten)
- 1937: Scharnhorst (Schauspiel)
- 1937: Die Fahrt der Jangtiku
- 1940: Der Unsterbliche (Schauspiel in drei Akten)
- 1940: Zwanzig Jahre (Schauspiel)
- 1952: Kehr wieder, Morgenröte (Roman)
- 1954: Karlchen (Drama)
- 1956: Tauernaffäre (Bühnenstück)
- 1959: Alexander Puschkin: Der Postmeister (Schauspiel in drei Akten, mit Hans Schweikart)

## Filmografie
- 1933: Morgenrot
- 1933: Flüchtlinge
- 1934: Der junge Baron Neuhaus
- 1934: Der rote Tod von Riga (unvollendet)
- 1935: Barcarole
- 1935: Das Mädchen Johanna
- 1936: Savoy-Hotel 217
- 1936: Unter heißem Himmel
- 1937: La Habanera
- 1939: Robert Koch, der Bekämpfer des Todes (Idee)
- 1939: Frau im Strom
- 1939: Mutterliebe
- 1940: Der Postmeister
- 1940: Ein Leben lang
- 1941: Dreimal Hochzeit (Idee)
- 1941: Heimkehr
- 1941: Schicksal
- 1942: Wien 1910
- 1942: Späte Liebe
- 1943/45: Freunde
- 1943/47: Am Ende der Welt
- 1944: Am Vorabend (auch Regie)
- 1944: Das Herz muß schweigen
- 1945: Das Leben geht weiter (unvollendet, verschollen)
- 1949: Verspieltes Leben (unter dem Pseudonym „Gerd Ammeis“)
- 1950: Die Sünderin (Co-Drehbuch)
- 1954: Wenn du noch eine Mutter hast (Das Licht der Liebe, Co-Drehbuch)
- 1955: Hanussen
- 1955: Dunja
- 1956: Ich suche Dich (Co-Drehbuch)
- 1957: Herrscher ohne Krone (Co-Drehbuch)
- 1957: Der Edelweißkönig